# Wandi Doratiotto
Wandi Doratiotto, all'anagrafe Wanderley Doratiotto (1953), è un cantante, attore e showman brasiliano.

## Biografia
Wandi Doratiotto è nato in una famiglia di musicisti: suo padre suonava il cavaquinho e la chitarra, e i suoi due zii avevano formato una "dupla" sertaneja. Ha imparato a suonare la chitarra in tenera età.
Dopo aver completato la propria formazione musicale presso la Faculdade Mozarteum di San Paolo, nel 1976 è entrato nella band Premeditando o Breque, che ha registrato diversi album. 
Ha condotto i programmi Quem Lindo, su Rádio USP FM, e Múltipla Escolha, su Rádio Musical FM. Intrapresa poi la strada della recitazione, ha lavorato nelle telenovelas, in teatro e al cinema.
Ha animato su TV Cultura il longevo programma musicale Bem Brasil, andato in onda dal 1991 al 2008.  Inizialmente Doratiotto presentava in diretta perlopiù dall'anfiteatro dell'Università di San Paolo, ma in seguito furono scelte nuove location, persino in altri stati federali. La trasmissione era caratterizzata da una grande interazione tra gli artisti musicali portati in scena da Doratiotto e il pubblico presente. Nei diciassette anni di programmazione si esibirono cantanti solisti e gruppi dagli stili più diversi come Pitty, Planta & Raiz, Engenheiros do Hawaii, Zeca Baleiro, Lulu Santos , Tim Maia, Zé Ramalho, Dominguinhos, RPM, Gal Costa, Luiz Melodia, Daniela Mercury, Hermeto Pascoal, Tom Zé, Barão Vermelho, Charlie Brown Jr., Mastruz Com Leite, Zeca Baleiro, Cássia Eller, Tim Maia, Alceu Valença, Guilherme Arantes, Jorge Ben, João Bosco, Paulinho da Viola, Rita Ribeiro, O Rappa. 
Ha partecipato ad alcuni film di successo come Sábado (1994), Ed Mort (1996), Boleiros: uma era o Futebol (1998).
In teatro si è esibito nello spettacolo A Estrambótica Aventura da Música Caipira e, dal 2003, in Não Mexe Com Quem Tá Quietinho insieme agli attori Arthur Kohl e Renato Caldas.
Nel 2001 ha registrato un album solista, pubblicato da un'etichetta indipendente; mentre nel 2017 ha cantato con Danilo Moraes (suo figlio) e il musicista Swami Jr. nell'album Miolo Mole.